# Lonely Planet (canção)

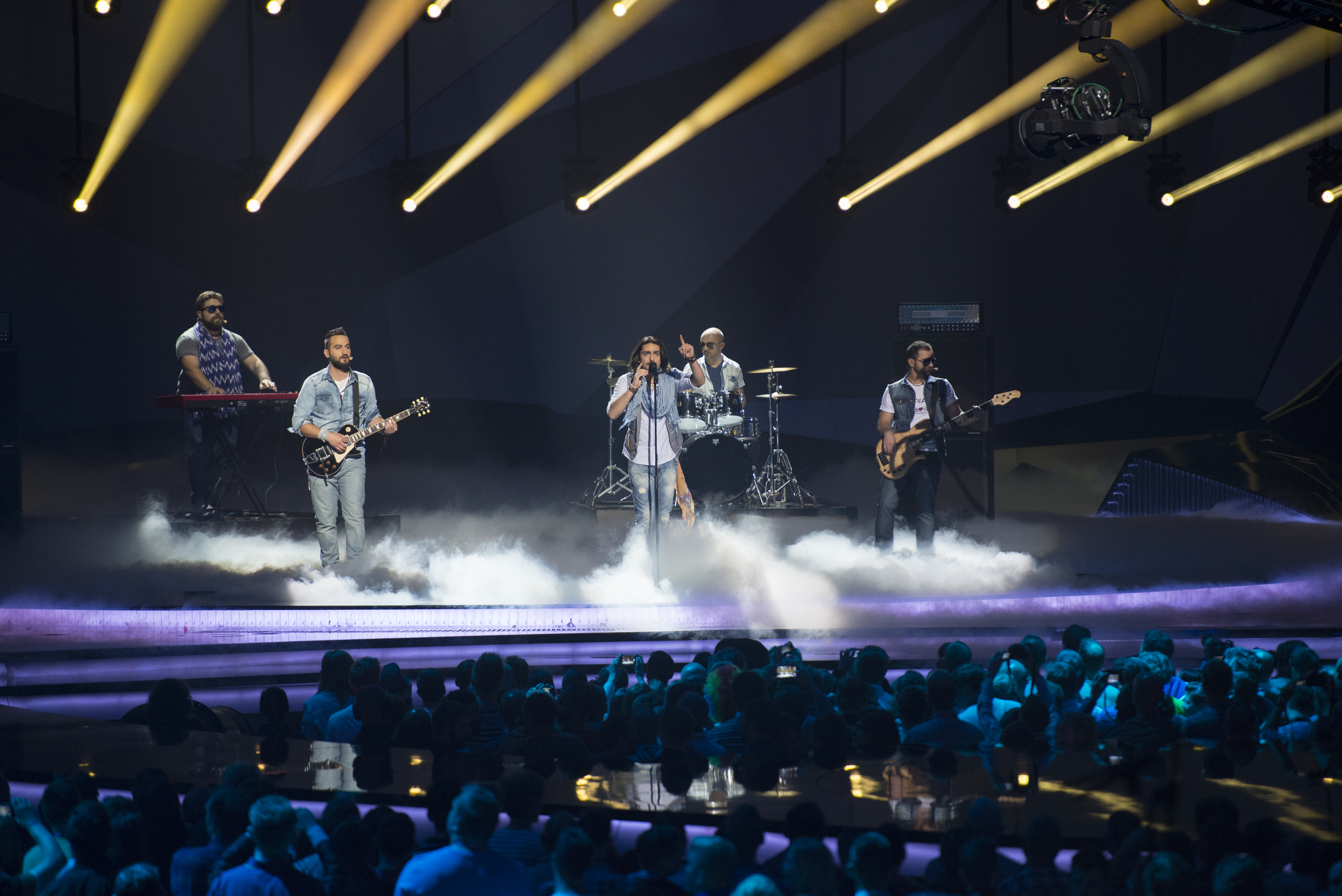
A banda Dorians durante o segundo ensaio geral da segunda semifinal do Festival Eurovisão da Canção 2013

Lonely Planet é uma canção da banda Dorians. Eles representaram a Arménia no Festival Eurovisão da Canção 2013.
Foi a décima-primeira canção a ser interpretada, na 2ª semi-final a seguir a canção de Israel "Rak bisvilo" e antes da canção da Hungria "Kedvesem". Terminou a competição em 7.º lugar com 69 pontos, conseguindo passar à final.
Na final foi a décima-segunda canção a ser interpretada na noite do festival, a seguir à canção da Alemanha "Glorious" e antes da canção da Holanda "Birds". Terminou a competição em 18.º lugar (entre 26 participantes), tendo recebido um total de 41 pontos.